# レークプラシッド (ニューヨーク州)

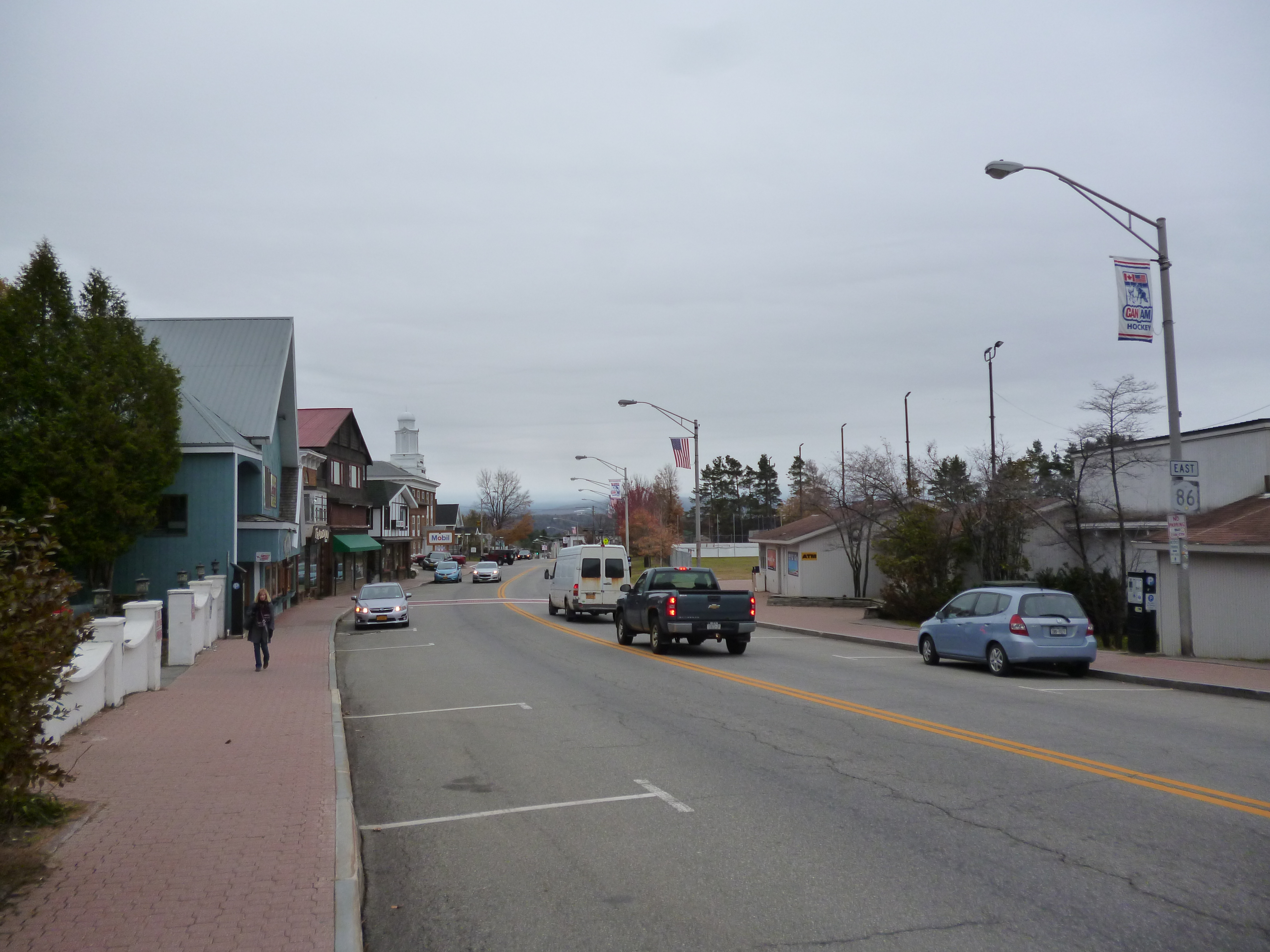
ダウンタウン

レークプラシッド（Lake Placid）は、アメリカ合衆国ニューヨーク州北東部エセックス郡、アディロンダック山中に位置する村。人口は2,205人（2020年）。村の名前は近隣にある湖、プラシッド湖に由来する。19世紀後半からリゾートとしての開発が始まり、現在では夏は避暑地、冬はスキーリゾートとして賑わう。2度の冬季オリンピックを開催したことで知られている。2023年1月には冬季ユニバーシアードも開催した。
村にはレーク・プラシッド・シンフォニエッタ（Lake Placid Sinfonietta）というオーケストラがあり、1917年から夏限定で公演を開いている。また、歌手のケイト・スミスは、この地に長年夏の別荘を構えている。

## 冬季オリンピック
レークプラシッドは1932年大会と1980年大会の2度の冬季オリンピックを開催したことで知られる。
アメリカ人に特に強い印象を与えたのは1980年大会である。この大会のアイスホッケー競技で、大学生で構成されたアメリカ合衆国チームは無敵と称されたソビエト連邦チームと対戦し、下馬評を覆して4-3で勝利。その2日後、金メダルを手にした。この勝利は氷上の奇跡と呼ばれ、アメリカ合衆国のスポーツ史最高の瞬間のひとつと言われている。

## 地理

エセックス郡内の位置

村はプラシッド湖の南岸に位置する。村の中心部により近いのはミラー湖（Mirror Lake）であり、プラシッド湖と村の中心部の間に位置している。
レークプラシッドは、北緯44度17分8秒 西経73度59分7秒 / 北緯44.28556度 西経73.98528度(44.285691, -73.985404)に位置している。
アメリカ合衆国統計局によると、レークプラシッド村は総面積3.9 km2 (1.5 mi2) である。このうち3.6 km2 (1.4 mi2) が陸地で0.4 km2 (0.2 mi2) が水域である。総面積の9.87%が水域となっている。

## 交通

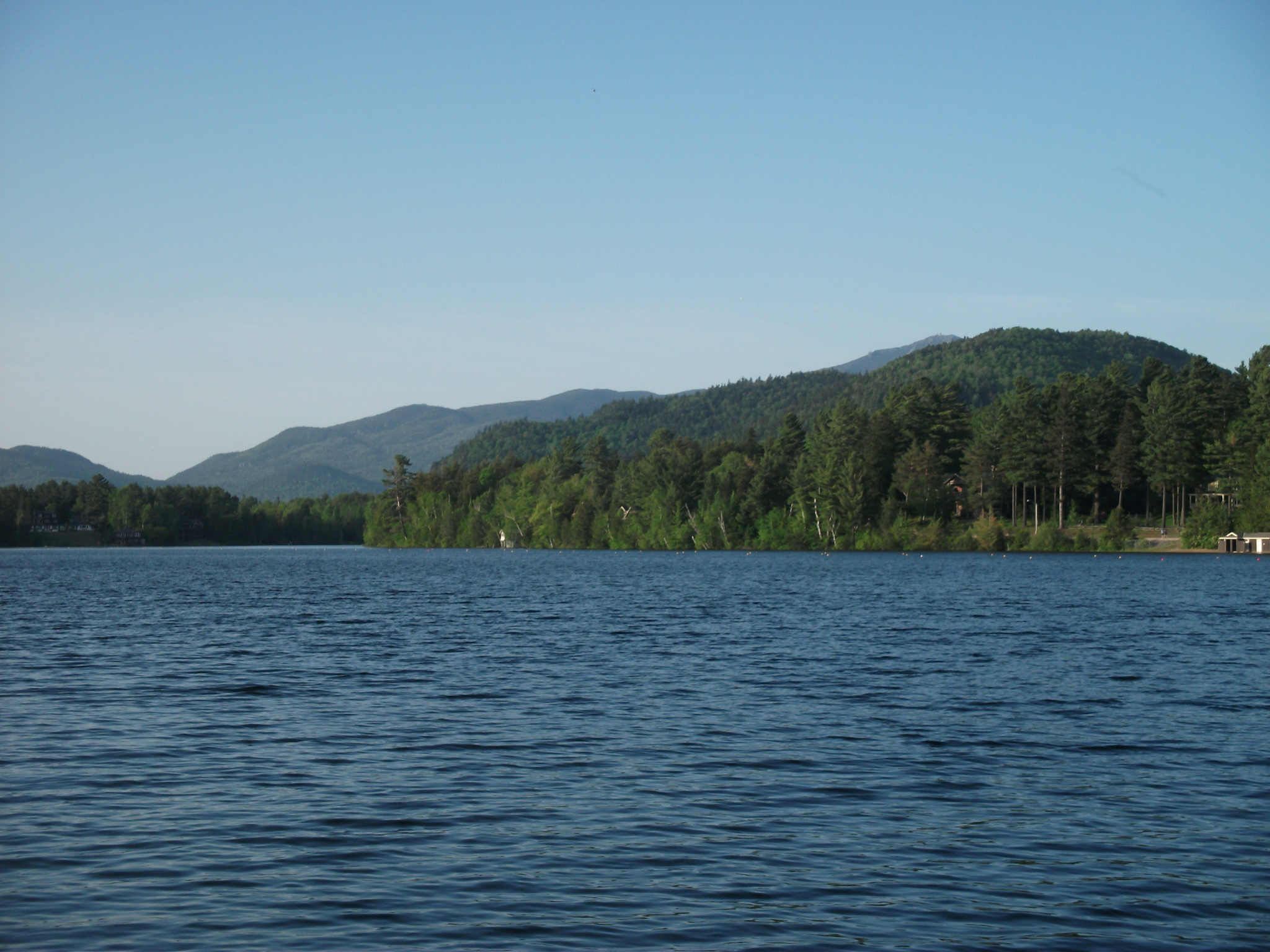
プラシッド湖

村の南にはレークプラシッド空港（LKP）がある。
村の中心部にアディロンダック・トレイルウェイズのバスストップがあり、州都オールバニへのバスが停車する。同社はグレイハウンドと提携しており、オールバニからはニューヨークやバッファローなど多くの都市へのバスの便がある。
村の中心部では2本の幹線道路、州道NY-73号線と州道NY-86号線が合流する。NY-86号線は村のメインストリートになっている。NY-73号線はレークプラシッド空港を通る。

## 人口動静

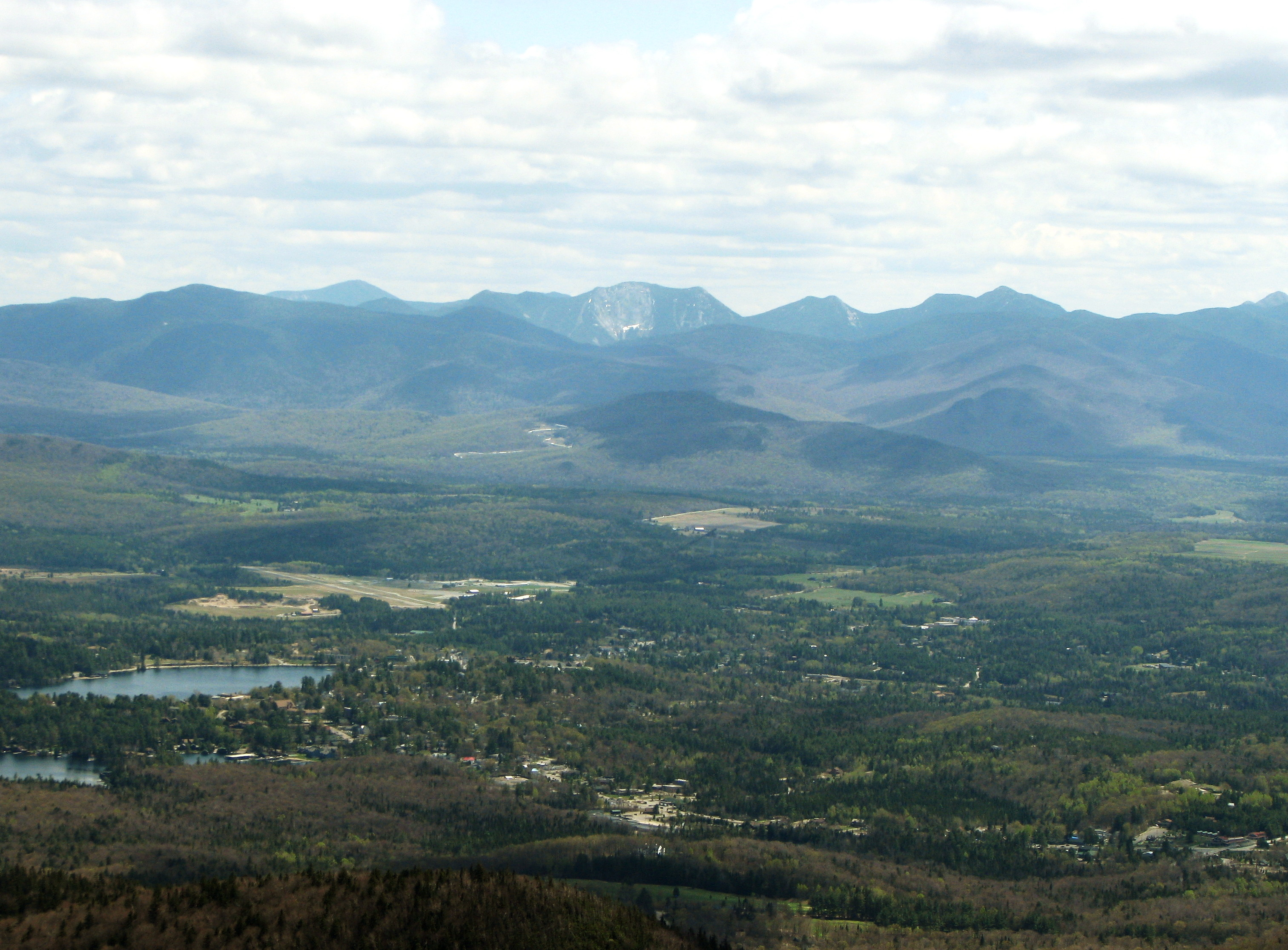
町の遠望

以下は2000年国勢調査における人口統計データである。
| 基礎データ - 人口: 2,638人 - 世帯数: 1,303世帯 - 家族数: 604家族 - 人口密度:738.1人/km2（1,913.2人/mi2） - 住居数: 1,765軒 - 住居密度: 493.8軒/km2（1,280.1軒/mi2） 人種別人口構成 - 白人: 95.75% - アフリカン・アメリカン: 0.68% - ネイティブ・アメリカン: 0.45% - アジア人: 0.91% - 太平洋諸島系: 0.57% - その他の人種: 0.19% - 混血: 1.44% - ヒスパニック・ラテン系: 0.91% 年齢別人口構成 - 18歳未満: 22.4% - 18-24歳: 8.5% - 25-44歳: 33.2% - 45-64歳: 19.3% - 65歳以上: 16.6% - 年齢の中央値: 37歳 - 性比（女性100人当たりの男性の人口） - 総人口: 92.4 - 18歳以上: 88.3 | 世帯と家族（対世帯数） - 18歳未満の子供がいる: 22.3% - 結婚・同居している夫婦: 34.1% - 未婚・離婚・死別女性が世帯主: 8.4% - 非家族世帯: 53.6% - 単身世帯: 45.7% - 65歳以上の老人1人暮らし: 16.9% - 平均構成人数 - 世帯:2.02人 - 家族:2.93人 収入と家計 - 収入の中央値 - 世帯: 28,239米ドル - 家族: 43,042米ドル - 性別 - 男性: 26,585米ドル - 女性: 21,750米ドル - 人口1人当たり収入: 18,507米ドル - 貧困線以下 - 対人口: 13.2% - 対家族数: 8.5% - 18歳未満: 13.3% - 65歳以上: 17.8% |